# Donacoscaptes leucomeralis
Donacoscaptes leucomeralis là một loài bướm đêm trong họ Crambidae.